# نيكولا فوك تشيفتش (لاعب كرة قدم، مواليد 1984)
نيكولا فوك تشيفتش (بالإنجليزية: Nikola Vukčević) (ولد في 22 مارس 1984) هو لاعب كرة قدم دولي من الجبل الأسود يلعب لصالح نادي لوكوموتيفا بلغراد في دوري صربيا بلغراد في مركز مدافع.

## المسيرة الدولية
خاض فوك تشيفتش أول مباراة دولية له مع منتخب الجبل الأسود لكرة القدم في نوفمبر 2009 في مباراة ودية ضد منتخب بيلاروسيا لكرة القدم، حيث دخل كبديل في الدقيقة الأخيرة مكان ميودراغ دجودوفيتش. وظلت تلك المباراة هي مشاركته الدولية الوحيدة.

## وصلات خارجية
- Nikola Vukčević على فرق كرة القدم الوطنية.كوم
- نيكولا فوك تشيفتش  على سكروي